# Lampruna chrysellus
Lampruna chrysellus är en fjärilsart som beskrevs av Druce 1901. Lampruna chrysellus ingår i släktet Lampruna och familjen björnspinnare. Inga underarter finns listade i Catalogue of Life.